# Kurt Wachholder
Kurt Otto Eduard Wachholder (* 23. März 1893 in Oberhausen; † 7. August 1961 in Bonn) war ein deutscher Physiologe, Hochschullehrer und Rektor der Universität Rostock.

## Leben
Kurt Wachholder war der Sohn des Bergwerkdirektors Max Wachholder (1864–1923) und dessen Ehefrau Helene (1869–1942), geborene Hackenberg. Er absolvierte die Reifeprüfung 1912 in Düsseldorf und absolvierte danach ein Medizinstudium an den Universitäten Bonn und Freiburg im Breisgau. Da er von 1914 bis 1918 am Ersten Weltkrieg im Sanitätsdienst teilnahm, schloss er sein Studium erst 1920 mit Staatsexamen ab und wurde im selben Jahr zum Dr. med. promoviert. Anschließend arbeitete er als Assistent von Karl Hürthle am Physiologischen Institut der Universität Breslau, wo er sich 1923 für Physiologie habilitierte und anschließend als Privatdozent beziehungsweise ab 1928 als außerordentlicher außerplanmäßiger Professor wirkte. Zwischenzeitlich vertrat er 1929 den Lehrstuhl für Physiologie an der Universität Zürich.
Wachholder wurde 1933 aus Breslau auf den Lehrstuhl für Physiologie an die Universität Rostock berufen, den er zwanzig Jahre innehatte. Zur Zeit des Nationalsozialismus war er förderndes Mitglied der SS und trat er dem NS-Dozentenbund bei, war jedoch kein Mitglied der NSDAP. Während des Zweiten Weltkrieges leistete er Sanitätsdienst in Pommern und später bei der Sanitätsstaffel in Rostock, zuletzt im Rang eines Oberfeldarztes. Ab 1940 war er für ein Jahr Dekan der medizinischen Fakultät, ab 1941 zunächst Prorektor und von 1944 bis 1946 Rektor der Universität Rostock.
Nach Kriegsende wurde er noch im Mai 1945 vom sowjetischen Ortskommandanten mit der Wiederaufnahme des Lehrbetriebes der Universität Rostock beauftragt. Er „bildete Ende Mai einen Untersuchungsausschuß zur politischen Überprüfung der Universitätsangehörigen“. Selbst als politisch unbedenklich eingestuft machte er sich um den Wiederaufbau der Universität verdient. Ab 1947 war er Herausgeber der Zeitschrift der gesamten inneren Medizin. In Ablehnung des „stalinistischen Bildungssystems“ verfasste er mit weiteren Kollegen ein Memorandum in dem einzelne Aspekte der „Zweiten Hochschulreform“ kritisiert wurden, das deutschen Hochschulen und Behörden der DDR zuging. Wachholder setzte sich 1953 aus der DDR ab und nahm einen Ruf an die Universität Bonn auf den Lehrstuhl für Physiologie an, wo er bis zu seinem Tode wirkte und als Direktor dem Physiologischen Institut vorstand. Seine Forschungsschwerpunkte waren die Bewegungs-, Ernährungs-, Arbeits- und Sportphysiologie.

## Schriften (Auswahl)
- Über den Wischreflex des Frosches. Ein Beitrag zur Analyse der Reflexfunktionen des Rückenmarks, Fischer, Jena 1920, (Aus: Zeitschrift f. Allg. Physiol. Bd. 19, Dissertation an der Universität Bonn 1920)
- Untersuchungen über die Innervation und Koordination der menschlichen Bewegungen mit Hilfe der Aktionsströme. Habilitationsschrift an der Universität Breslau 1923
- Willkürliche Haltung und Bewegung, insbes. im Lichte elektrophysiolog. Untersuchungen, J. F. Bergmann, München 1928 (Aus: Erlebnisse der Physiologie, Bd. 26)